# Поллок, Джейми (1992)
Дже́йми По́ллок (англ. Jamie Pollock; 20 февраля 1992, Глазго, Шотландия) — шотландский футболист. Левый вингер шотландского клуба «Ист Файф». Помимо файфского коллектива Джейми выступал за «Мотеруэлл» и «Клайд». Игрок национальной сборной своей страны (до 19 лет).

## Клубная карьера
Поллок родился 20 февраля 1992 года в крупнейшем городе Шотландии — Глазго.

### «Мотеруэлл»
1 июля 2009 года Поллок подписал свой первый профессиональный контракт футболиста с клубом «Мотеруэлл».
Дебют полузащитника в первом составе «сталеваров» состоялся 12 декабря 2009 года, когда он вышел на замену вместо Роберта Макхью в поединке чемпионата Шотландии против глазговского «Селтика». 7 июня 2011 года Поллок пролонгировал с «Мотеруэллом» своё соглашение о сотрудничестве ещё на один год.

### «Клайд»
21 февраля 2012 года Джейми отправился в месячную аренду в клуб Третьего дивизиона страны — «Клайд». В тот же день хавбек дебютировал в официальном матче за коллектив с арены «Броудвуд», выйдя на замену во встрече с «Элгин Сити». 28 февраля Поллок забил свой первый гол в профессиональной клубной карьере, поразив ворота всё тех же «чёрно-белых». Всего за камбернолдцев Джейми сыграл девять матчей, в которых два раза отличался точными результативными ударами.

### «Ист Файф»
11 мая 2012 года руководство «Мотеруэлла» объявило, что контракт с Поллок продлён не будет. Став свободным агентом, футболист успешно прошёл просмотр в клубе «Ист Файф», с которым 22 сентября подписал соглашение о сотрудничестве. Ранее, 15 сентября, Поллок впервые защищал цвета своей новой команды — в тот день подопечные Гордона Дьюри состязались с коллективом «Арброт». В следующих двух поединках за «Ист Файф» Джейми забил три мяча — вначале его удар достиг цели в матче с «Эйр Юнайтед», затем он оформил «дубль» против «Странраера».

### Клубная статистика
| Клуб                 | Сезон                | Чемпионат | Чемпионат | Кубок | Кубок | Кубок Лиги | Кубок Лиги | Еврокубки | Еврокубки | Итого | Итого |
| Клуб                 | Сезон                | Игры      | Голы      | Игры  | Голы  | Игры       | Голы       | Игры      | Голы      | Игры  | Голы  |
| -------------------- | -------------------- | --------- | --------- | ----- | ----- | ---------- | ---------- | --------- | --------- | ----- | ----- |
| Мотеруэлл            | 2009/10              | 1         | 0         | —     | —     | —          | —          | —         | —         | 1     | 0     |
| Мотеруэлл            | 2010/11              | 3         | 0         | —     | —     | —          | —          | —         | —         | 3     | 0     |
| Всего за «Мотеруэлл» | Всего за «Мотеруэлл» | 4         | 0         | 0     | 0     | 0          | 0          | 0         | 0         | 4     | 0     |
| Клайд                | 2011/12              | 9         | 2         | —     | —     | —          | —          | —         | —         | 9     | 2     |
| Всего за «Клайд»     | Всего за «Клайд»     | 9         | 2         | 0     | 0     | 0          | 0          | 0         | 0         | 9     | 2     |
| Ист Файф             | 2012/13              | 13        | 3         | 1     | 0     | —          | —          | —         | —         | 14    | 3     |
| Всего за «Ист Файф»  | Всего за «Ист Файф»  | 13        | 3         | 1     | 0     | 0          | 0          | 0         | 0         | 14    | 3     |
| Всего за карьеру     | Всего за карьеру     | 26        | 5         | 1     | 0     | 0          | 0          | 0         | 0         | 27    | 5     |

(откорректировано по состоянию на 5 января 2013)

## Сборная Шотландии
С 2007 года Поллок защищает цвета различных молодёжных сборных Шотландии. В настоящее время Джейми является игроком национальной команды страны (до 19 лет), в составе которой он дебютировал 10 октября 2009 года в матче со сверстниками из Румынии. На настоящей момент за сборную Шотландии (до 19 лет) Поллок провёл три игры.

## Личная жизнь
Любимый жанр музыки у Поллока — это R'n'B, среди исполнителей которого он выделяет Криса Брауна. В еде Джейми отдаёт предпочтение макаронным изделиям. Свободное время Поллок любит проводить за просмотром по телевидению футбольных матчей. Любимый кинофильм Джейми — «Крутые виражи», актёр — Уилл Феррелл. На поле кумиром для полузащитника с детства является игрок «Манчестер Юнайтед», Пол Скоулз.